# J. Holiday
J. Holiday, pseudonimo di Nahum Grymes (Washington, 29 novembre 1984), è un cantautore statunitense.

## Biografia
Il suo primo album, datato ottobre 2007, ottiene subito un ottimo successo grazie ai singoli che lo hanno preceduto ossia Be with Me e Bed. L'album raggiunge la quinta posizione della Billboard 200 e riceve la nomination ai Grammy Awards 2009 come "miglior album R&B contemporaneo". Nel 2008 riceve la nomination agli American Music Award nella categoria "miglior artista maschile R&B/soul".
Nel marzo 2009 esce Round 2, coprodotto da The-Dream, Ne-Yo e altri artisti. Anche questo disco ottiene un buon riscontro di vendite (#4 in classifica). Nel 2010 lascia la Capitol Records e si accasa alla Island Def Jam.
Il terzo album in studio è Guilty Conscience, pubblicato nel gennaio 2014.

## Discografia
Album in studio
- 2007 - Back of My Lac'
- 2009 - Round 2
- 2014 - Guilty Conscience

Singoli
- 2006 - Be with Me
- 2007 - Bed
- 2007 - Suffocate
- 2008 - It's Yours
- 2013 - After We Fuck
- 2013 - Incredible